# UCI Oceania Tour 2016
Navigation
Édition précédente Édition suivante
L'UCI Oceania Tour 2016 est la douzième édition de l'UCI Oceania Tour, l'un des cinq circuits continentaux de cyclisme de l'Union cycliste internationale. Il est composé de huit compétitions organisées du 20 janvier au 20 février 2016 en Océanie.

## Calendrier des épreuves

### Janvier
| Date  | Course                            | Pays             | Classe | Vainqueur      | Équipe                |
| ----- | --------------------------------- | ---------------- | ------ | -------------- | --------------------- |
| 20-24 | New Zealand Cycle Classic         | Nouvelle-Zélande | 2.2    | Ben O'Connor   | Avanti IsoWhey Sports |
| 31    | Cadel Evans Great Ocean Road Race | Australie        | 1.HC   | Peter Kennaugh | Sky                   |

### Février
| Date | Course          | Pays             | Classe | Vainqueur          | Équipe                               |
| ---- | --------------- | ---------------- | ------ | ------------------ | ------------------------------------ |
| 3-7  | Herald Sun Tour | Australie        | 2.1    | Christopher Froome | Sky                                  |
| 20   | REV Classic     | Nouvelle-Zélande | 1.2    | Dion Smith         | Équipe nationale de Nouvelle-Zélande |

### Mars
| Date | Course                                            | Pays      | Classe | Vainqueur        | Équipe                               |
| ---- | ------------------------------------------------- | --------- | ------ | ---------------- | ------------------------------------ |
| 3    | Championnat d'Océanie du contre-la-montre         | Australie | CC     | Sean Lake        | Équipe nationale d'Australie         |
| 3    | Championnat d'Océanie du contre-la-montre espoirs | Australie | CC     | Alexander Morgan | Équipe nationale d'Australie espoirs |
| 5    | Championnat d'Océanie sur route                   | Australie | CC     | Sean Lake        | Équipe nationale d'Australie         |
| 5    | Championnat d'Océanie sur route espoirs           | Australie | CC     | Michael Storer   | Équipe nationale d'Australie espoirs |

## Classements
| Rang | Coureur            | Pays             | Équipe                      | Points |
| ---- | ------------------ | ---------------- | --------------------------- | ------ |
| 1    | Sean Lake          | Australie        | Avanti IsoWhey Sports       | 340    |
| 2    | Peter Kennaugh     | Royaume-Uni      | Team Sky                    | 311    |
| 3    | Mark O'Brien       | Australie        | Avanti IsoWhey Sports       | 213    |
| 4    | Brendan Canty      | Australie        | Drapac Professional Cycling | 200    |
| 5    | Dion Smith         | Nouvelle-Zélande | ONE Pro Cycling             | 155    |
| 6    | Leigh Howard       | Australie        | IAM Cycling                 | 218    |
| 7    | Michael Storer     | Australie*       | -                           | 148    |
| 8    | Christopher Froome | Royaume-Uni      | Team Sky                    | 144    |
| 9    | Jack Bobridge      | Australie        | Trek-Segafredo              | 131    |
| 10   | Niccolò Bonifazio  | Italie           | Trek-Segafredo              | 130    |

| Rang | Équipe                   | Pays        | Points |
| ---- | ------------------------ | ----------- | ------ |
| 1    | Avanti IsoWhey Sports    | Australie   | 895    |
| 2    | Drapac                   | Australie   | 407    |
| 3    | ONE                      | Royaume-Uni | 278    |
| 4    | Kenyan Riders Downunder  | Kenya       | 149    |
| 5    | JLT Condor               | Royaume-Uni | 81     |
| 6    | Data3 Cisco Racing-Scody | Australie   | 80     |
| 7    | UnitedHealthcare         | États-Unis  | 72     |
| 8    | Klein Constantia         | Tchéquie    | 40     |
| 9    | Madison Genesis          | Royaume-Uni | 25     |
| 10   | State of Matter MAAP     | Australie   | 20     |

| Rang | Pays             | Points  |
| ---- | ---------------- | ------- |
| 1    | Australie        | 3006,25 |
| 2    | Nouvelle-Zélande | 1299.5  |

| Rang | Pays             | Points |
| ---- | ---------------- | ------ |
| 1    | Australie        | 956,75 |
| 2    | Nouvelle-Zélande | 282,25 |